# 萊克威廉斯 (北達科他州)
萊克威廉斯（英語：Lake Williams）是位於美國北達科他州基德縣的非建制地區。

## 歷史
萊克威廉斯的郵局於1916年設立，其後於1971年停運。

## 地理
萊克威廉斯所處的海拔為高於海平面551米（即1808英呎），而該地所採用的時區為UTC-6，即北美中部时区（CST）。同時該地設有夏令時間，為UTC-6調快一小時，即UTC-5（CDT）。